# Österreichische Liga für Menschenrechte

Logo

Die Österreichische Liga für Menschenrechte ist die älteste österreichische Menschenrechtsorganisation. Sie wurde 1926 als Teil der Internationalen Liga für Menschenrechte gegründet und war anfangs freimaurerisch dominiert. Nach dem „Anschluss“ Österreichs 1938 löste sich die Liga präventiv selbst auf. Viele ihrer Mitglieder wurden in der Zeit des Nationalsozialismus verfolgt. Unmittelbar nach dem Zweiten Weltkrieg wurde sie wieder gegründet.
Die Vereinigung bezeichnet sich als überparteiliche Aktionsgemeinschaft. Die Rechtsform ist ein Verein mit Sitz in Wien.  Sie setzt sich mit Öffentlichkeitsarbeit, Veranstaltungen und in Publikationen für die Einhaltung und Verbesserung der Rechte von Volksgruppen sowie rassischer, religiöser, sexueller und sozialer Minderheiten ein. Seit dem Jahr 1989 erstellt die Liga einen jährlichen Menschenrechtsbefund über die Situation in Österreich.
Die Geschichte der Liga wurde unter der Leitung des Historikers Wolfgang Schmale von 2008 bis 2011 an der Universität Wien aufgearbeitet und 2013 in einer Ausstellung, gefördert vom Nationalfonds der Republik Österreich für Opfer des Nationalsozialismus, unter dem Titel Im Dienste der Menschheit – Die wechselvolle Geschichte der Österreichischen Liga für Menschenrechte dokumentiert.

## Medien
Von 1949 bis 2002 erschien die Mitgliederzeitschrift Das Menschenrecht. Seit 2003 nennt sich die Zeitschrift liga. Im Jahr 2009 erhielt die Redakteurin Sibylle Hamann den Concordia-Preis für Menschenrechte. 2017 erging im Rahmen des Prof. Claus Gatterer-Preises die Ehrende Anerkennung an Generalsekretärin Kira Preckel und Chefredakteurin Hanna Herbst.  Ein Relaunch erfolgte im Herbst 2019, als Chefredakteurin ist nun Marion Wisinger dafür verantwortlich.
2023 ging ein neues Monitoring-Tool zur Lage der Menschenrechte in Österreich online. Der Befund für das Jahr 2023 zeige Probleme u. a. in den Bereichen Antisemitismus und Hass, Schwächung der Pressefreiheit, fehlende Obsorge ab dem ersten Tag für unbegleitete minderjährige Geflüchtete und geschlechterspezifische und Polizeigewalt. Menschenrechtsverletzungen hätten in „besorgniserregendem Ausmaß“ zugenommen, sagte Präsidentin Barbara Helige. Die schulische Inklusion gehörloser Menschen entwickle sich positiv.

## Menschenrechtspreis
Seit 2010 verleiht die Liga jährlich den mit 2.000 Euro dotierten Menschenrechtspreis an Personen oder Nichtregierungsorganisation.
Preisträger:
- 2010: Deserteur- und Flüchtlingsberatung Wien
- 2011: Michael Genner
- 2012: Amani el Tunsi. Die Ägypterin betreibt seit 2008 die ersten feministische Radiostation in der arabischen Welt „Banat wa bas- for Girls only“, um Frauen über Themen wie häusliche Gewalt, sexuellen Missbrauch und Weibliche Genitalverstümmelung aufzuklären.[12]
- 2013: Hemayat, Zentrum für dolmetschgestützte medizinische, psychologische und psychotherapeutische Betreuung von folter- und kriegstraumatisierten Flüchtlingen
- 2014: Bettellobby (Wien, Oberösterreich, Tirol). „Stellvertretend für alle Initiativen, die sich gegen ein Bettelverbot in Wien und für einen respektvollen Umgang mit bettelnden Menschen einsetzen.“ (ORF)[13]
- 2015:  Privatinitiative Train of Hope. Flüchtlingshilfe am Hauptbahnhof Wien[14]
- 2016: Richard und Linde Wadani
- 2017: Osman Isçi, Human Rights Association und Menschenrechtsorganisation in der Mittelmeerregion, EuroMed Rights
- 2018: Claus-Peter Reisch, Kapitän der Lifeline[15][16]
- 2019: Alexander Pollak; Preis für sein Lebenswerk: Werner Vogt[17]
- 2020: Maria Rösslhumer, Geschäftsführerin des Vereins Autonome Österreichische Frauenhäuser (AÖF)[18]
- 2021: Michaela Krömer, Rechtsanwältin für ihr Engagement im Bereich Klimaschutz & Menschenrechte, Gunther Trübswasser, früherer Vorstandsvorsitzender von SOS-Menschenrechte[19]
- 2022: Martin Schenk
- 2023: Walter Hämmerle[20]